# Halisaurus
Halisaurus (лат.) — род вымерших морских ящериц из семейства мозазавров, живших во времена позднемеловой эпохи (86,3—66,0 млн лет назад).
Род выделен Отниелом Чарлзом Маршем в 1869 году. Впервые ископаемые остатки, относимые к роду, обнаружены в штате Нью-Джерси (США). Впоследствии они обнаружены по всему миру, включая более полные скелеты.

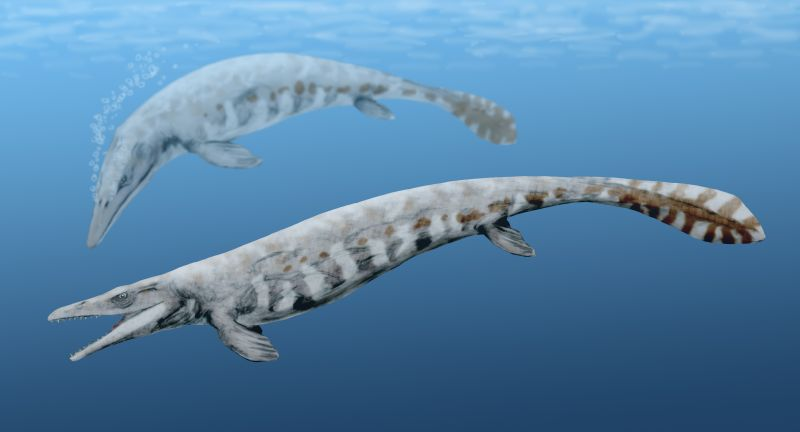
Реконструкция

В длину ящеры достигали 3—4 метров.

## Систематика
Точное положение Halisaurus в родословной мозазавров считается спорным. Сходство как с платекарпом, так и с клидастом проблематично, так как эти роды классифицируются в отдельные подсемейства.
По данным сайта Fossilworks, на сентябрь 2017 года в род включают 4 вымерших вида:
- Halisaurus arambourgi Bardet et al., 2005
- Halisaurus onchognathus (Merriam, 1894) [syn. Baptosaurus onchognathus Merriam, 1894]
- Halisaurus platyspondylus (Marsh, 1869)typus [syn. Baptosaurus onchognathus Marsh, 1869]
- Halisaurus sternbergi (Wiman, 1920) [syn. Clidastes sternbergi Wiman, 1920, Eonatator sternbergii (Wiman, 1920)]

Вид Halisaurus onchognathus, известный из кампанских или сантонских отложений, которые когда-то были частью Западного Внутреннего Моря, считается сомнительным, поскольку все его остатки были утрачены во время Второй мировой войны.

### Halisaurus platyspondylus
Типовой вид Halisaurus platyspondylus описан Отниелом Чарлзом Маршем в 1869 году. Видовое название означает «плоский позвонок». Остатки были найдены в Нью-Джерси и в Мэриленде, то есть обитал на побережьях Северной Америки.
Отличается широкими округлыми ноздрями и отсутствием некоторых позвонков.

### Halisaurus arambourgi

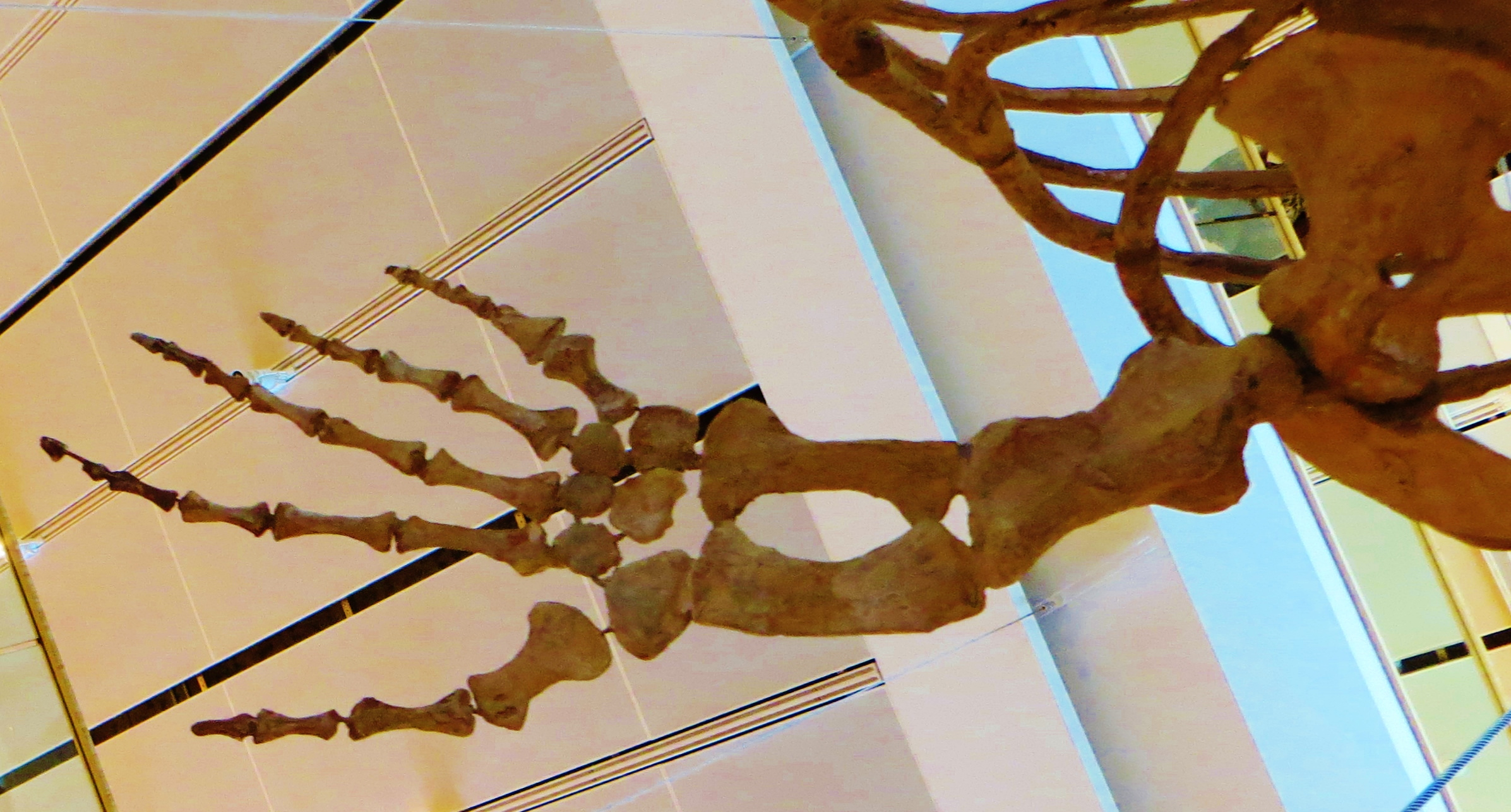
Плавник Halisaurus arambourgi

Вид Halisaurus arambourgi назван в честь профессора Арамбурга.
Окаменелости Halisaurus arambourgi сохранили несколько особенностей, которые отличают его от Halisaurus platyspondylus: строение ноздрей (V-образные спереди и П-образные сзади) и количество зубов — 20, что на 3 больше, чем у Halisaurus platyspondylus.
Образцы обнаружены в Северной Африке и на Ближнем Востоке.